# Farukh

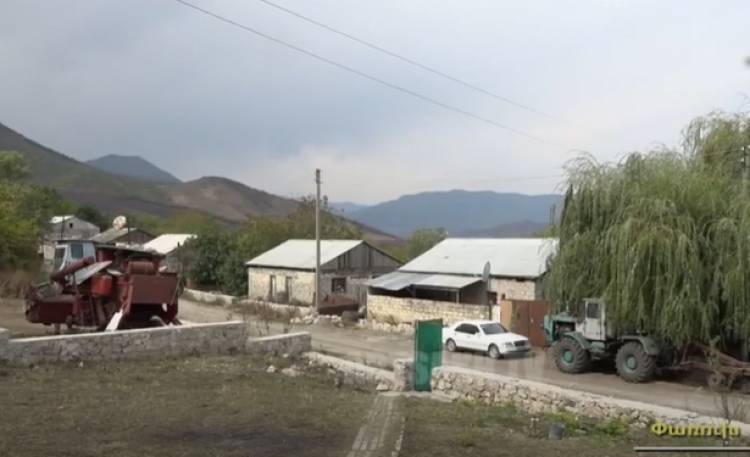
photo du village de Farukh, en Azerbaïdjan

Farukh (en azéri Farux), un village d'Azerbaïdjan situé dans le raion de Khodjaly, ou Parukh (en arménien Փարըխ), lorsqu'elle fût jusqu'en 2020, une communauté rurale de la région d'Askeran, au Haut-Karabagh. Elle compte 42 habitants en 2005.
Le 24 mars 2022, plus d'un an après la fin de la guerre de 2020, les forces azerbaïdjanaises franchissent la ligne de démarcation, et prennent le contrôle du village,.
Quelques jours plus tard, le ministère russe de la Défense annonce que les forces azerbaïdjanaises s’étaient retirées du village. Ce que dément l'Arménie, tout comme le ministère azerbaïdjanais de la Défense, qui nie cette information et déclare que les forces azerbaïdjanaises contrôlent toujours le village.